# Woofy
Woofy est une série télévisée d'animation canado-française en 65 épisodes de cinq minutes, créée par Alexandre Révérend, coproduite par Alphanim et diffusée à partir du 13 novembre 2004 sur France 5 dans l'émission Midi les Zouzous, puis rediffusée à partir du 17 avril 2006 sur TiJi, elle est rediffusée sur Cartoon Network et Playhouse Disney et aussi sur TV5 Monde, et au Québec à partir du 26 juillet 2005 à la Télévision de Radio-Canada.

## Synopsis
La mère d'Antoine, cinq ans, ne veut pas qu'il ait de chien. Alors lorsque le garçonnet fait la connaissance de Woofy, un chien errant, tous deux décident qu'en présence de la mère, le chien se figerait comme une peluche.

## Voix québécoises
- Laurent-Christophe de Ruelle : Woofy
- François-Nicolas Dolan : Antoine
- Rafaëlle Leiris : Maman
- Jean-François Beaupré : Papa
- Rosemarie Houde : Muriel
- Aline Pinsonneault : Rémi

 Source et légende : version québécoise (VQ) sur Doublage.qc.ca

## Épisodes
1. Woofy a peur du noir
2. Woofy ne veut plus obéir
3. Woofy prétend être malade
4. Woofy croit aux sorcières
5. Woofy a le hoquet
6. Woofy ne veut pas s'excuser
7. Woofy combat l'injustice
8. Woofy n'ose pas se dénoncer
9. Woofy s'oublie la nuit
10. Woofy ne veut pas rendre les lunettes
11. Woofy et le faux doudou
12. Woofy a été repéré
13. Woofy ne veut pas rester seul
14. Woofy fait un cauchemar
15. Woofy n'est pas Woofie
16. Woofy et les allergies
17. Woofy veut redevenir un chien
18. Woofy a-t-il du flair ?
19. Woofy a des puces
20. Woofy a été filmé
21. Woofy et la grenouille
22. Woofy veut une lettre
23. Woofy s'empâte
24. Woofy et le cirque
25. Woofy et le bain
26. Woofy et la marionnette
27. Woofy veut une niche
28. Woofy craint d'être abandonné
29. Woofy et le manteau
30. Woofy veut tout avouer
31. Woofy veut sortir seul
32. Woofy donné aux œuvres
33. Woofy et le facteur
34. Woofy et le cadeau empoisonné
35. Woofy veut être méchant
36. Woofy et la lampe de poche
37. Woofy est coincé
38. Woofy et la chasse au trésor
39. Woofy veut être un héros
40. Woofy se fait hypnotiser
41. Woofy fait le beau
42. Woofy perd une dent
43. Woofy est amoureux
44. Woofy a une écharde
45. Woofy mène l'enquête
46. Woofy le tricheur
47. Woofy l'entraîneur
48. Woofy doit garder un secret
49. Woofy va à l'école
50. Woofy veut son anniversaire
51. Woofy se met à la peinture
52. Woofy joue au bébé
53. Woofy et la pâte à la modeler
54. Woofy veut tout décider
55. Woofy veut grandir
56. Woofy a une nouvelle maîtresse
57. Woofy dit le contraire
58. Woofy ne joue plus
59. Woofy et la gourmandise
60. Woofy veut tout acheter
61. Woofy le gardien
62. Woofy n'est pas prêteur
63. Woofy se confie
64. Woofy s'invente une autre vie
65. Woofy apprend à être sage